# Fête des limaces

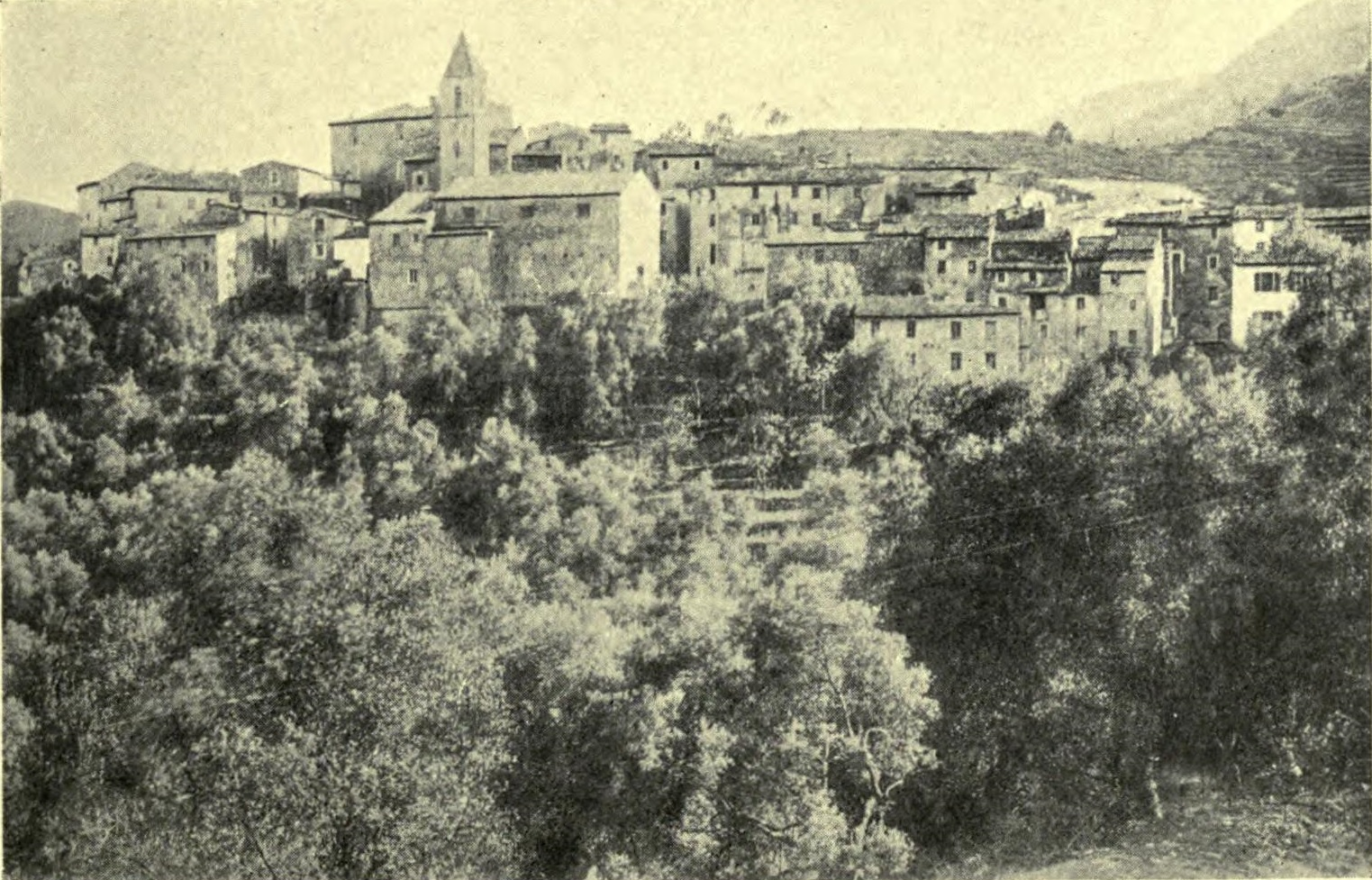
Het bergdorpje Gorbio (1910). De Fête des limaces wordt hier nog elk jaar gevierd.

De fête des limaces (slakkenfeest) is een katholiek feest in zuidoostelijk Frankrijk, ter viering van de rijkdom die de olijf ooit aan de Province gebracht heeft. Het feest wordt jaarlijks in juni gehouden op de eerste donderdag na Sacramentsdag. Het begint traditioneel met een mis in de avonduren en heeft als hoogtepunt de nachtelijke processie (de procession aux limaces) met olielampjes gemaakt van slakkenhuizen gevuld met olijfolie. Deze processie wordt door de priester met het heilige sacrament afgesloten.
De benaming van deze festiviteit is enigszins misleidend, want het gaat gedurende dit festival dus niet om slakken (limaçes is een verzamelwoord voor huisjes- en naaktslakken) en worden alleen de schelpen van huisjesslakken (fr: limaçon, synoniem voor escargot) gebruikt als basis voor de olielampjes die de processie verlichten. Een betere benaming zou derhalve fête des limaçons zijn, ook al is deze in het licht van de betekenis van het feest nog steeds enigszins misleidend.

## Oorsprong naam
Voor het feest werden van oudsher in olijfgaarden gevonden slakkenhuisjes gevuld met versgeperst olijfolie en een lontje. Dit lontje werd ontstoken, zodat een lantaarn verkregen werd. Met deze brandende lantaarntjes werden in de periode van olijfolieproductie tot het moment van het inflessen van de olijfolie nachtelijke processies gehouden.
Over het waarom slakkenhuisjes als olielamp gebruikt werden verschillen de inzichten. Een hiervan is dat het feest een paganistische oorsprong heeft: de slak stond van oudsher symbool voor natte periodes. Door de opening van de huisjes naar de hemel te richten zou regenval gewekt worden.
Een andere verklaring gaat terug naar de 16e eeuw. Paus Paulus III kwam in 1538 naar Nice om vrede te stichten tussen Frans I en Keizer Karel V. De paus kreeg het voor elkaar een tienjarig bestand tussen de twee aartsvijanden te beklinken. Dit zou door de bevolking van Nice met feestelijkheden gevierd zijn, waarbij olielampjes gemaakt van slakkenhuisjes de toegangsroutes tot de stad sierden. Een variant hierop is weer dat Keizer Karel V met slakkenhuis-olielampjes geëerd zou zijn toen hij eens het dorpje Gorbio bezocht.

## Geschiedenis
De fête des limaces is al met al een oud religieus feest zonder eenduidige oorsprong. Maar dat het mogelijk een paganistische oorsprong heeft dat later met het katholicisme is verweven, wordt door de religieuze broederschappen van boetelingen - zij bewaken de instandhouding van deze traditie - ten stelligste ontkend. Het feest kreeg in de dertiende eeuw, een tijd toen de paus zijn basis nog in Avignon had, duidelijk vorm: Paus Clemens V besloot in 1264 tot een nieuwe eucharistieviering van het sacrament. Zijn opvolger Paus Johannes XXII nam het over en ging een stap verder door er een processie aan te koppelen. Het feest diende mede om de Heilige Maria te danken voor de oogst van de olijf, een landbouwproduct dat in die tijd in de Province tot ontwikkeling kwam.
Deze traditie was aan het begin van de 20e eeuw nog wijdverspreid in de regio van Nice, waar het toen nog gevierd werd in dorpen als Bouyon, Sigale, Gorbio en Roquestéron. Door modernisering en verstedelijking werd het in de 20e eeuw echter steeds moeilijker om het mystische effect van een processie bij nachte te behouden: de omgeving moest namelijk meewerken door het doven van alle straat- en huisverlichting. Hierdoor was de traditie anno 1994 vrijwel alleen nog in kleine bergdorpjes terug te vinden.
Een kleine twee decennia later blijkt de traditie in Tourrette-Levens nog altijd hooggehouden te worden. Ook het dorpje Gorbio, deelgemeente van Menton, is een voorbeeld waar de traditie voortleeft. Daar sieren gebloemde altaren en lantaarns het pad van de processiegangers, die worden vergezeld door gelovigen en bedevaartgangers uit binnen- en buitenland.